# Jost Springensguth
Jost Springensguth  (* 23. September 1945 in Eisleben, Sachsen-Anhalt) ist ein deutscher Journalist, Autor und Kommunikationsberater. Bis Sommer 2009 war er Chefredakteur der Kölnischen Rundschau. Danach war er Kommunikationsberater des schleswig-holsteinischen Ministerpräsidenten Peter Harry Carstensen im Landtagswahlkampf. Von 2010 bis 2017 war er Geschäftsführender Gesellschafter der Kommunikationsagentur Cyrano Kommunikation GmbH (Münster).

## Leben
Jost Springensguth absolvierte nach dem Abitur ein Redaktionsvolontariat beim Bocholter Volksblatt. Dort war er als Sport- und Lokalredakteur tätig und übernahm die Leitung der Lokalredaktion in Bocholt. Er wechselte nach Kiel und war von 1977 bis 1981 Pressesprecher der CDU-Fraktion im Landtag Schleswig-Holstein. Bei den Kieler Nachrichten leitete er das Ressort Landespolitik, wurde stellvertretender Chefredakteur der Westfälischen Nachrichten und wurde zum Chefredakteur der im  Schleswig-Holsteinischen Zeitungsverlag  erscheinenden Tageszeitungen berufen.  Von 1990 bis 2000 war er Chefredakteur der Westfälischen Nachrichten in Münster. Dort folgte ihm sein Stellvertreter Norbert Tiemann in diesem Amt. 2000 wurde Springensguth als Nachfolger von Dieter Breuers Chefredakteur der Kölnischen Rundschau. Er ist als Berater für verschiedene Unternehmer, Verbandspräsidenten und Politiker tätig, darunter der schleswig-holsteinische Politiker Christian von Boetticher, der Unternehmer Clemens Tönnies und in den Kommunalwahlkämpfen 2015 und 2020 CDU-Oberbürgermeister Thomas Kufen (Essen). Seit Juni 2021 ist Jost Springensguth einer der Redaktionsleiter bei „natur+mensch – der Blog“.

## Ämter
Springensguth war Mitglied der Jury für die Vergabe des Theodor-Wolff-Preises, des Journalistenpreises der deutschen Tageszeitungen, und gehörte dem Kuratorium an. Er war bis Ende 2021 Geschäftsführer der Wirtschaftlichen Gesellschaft für Westfalen und Lippe mit der Organisationsleitung (seit 1998) zur Vergabe des Internationalen Preises des Westfälischen Friedens. Kuratoriumsmitglied ist Springensguth außerdem im Westfälischen Heimatbund. Daneben war er Referent am Institut zur Förderung des publizistischen Nachwuchses, jetzt Katholische Journalistenschule ifp. Er hatte einen Lehrauftrag für Redaktionsmanagement am Institut für Journalismus und Public Relations der Fachhochschule Gelsenkirchen.
Sein Hobby ist die Jagd.

## Auszeichnungen
- Verdienstorden des Landes Nordrhein-Westfalen (2021)[13]

## Werke
- Das war's dann wohl – die besten Karikaturen von Jürgen Tomicek 1998 . Münster 1998
- St(r)ichproben '99 –  die besten Karikaturen von Jürgen Tomicek. Münster 2000